# Rebuy
Die rebuy recommerce GmbH ist ein 2009 in Berlin gegründetes Re-commerce-Unternehmen und ist 2009 aus dem Unternehmen trade-a-game GmbH entstanden. Als Nachfolgeunternehmen von trade-a-game betreibt Rebuy den Handel mit gebrauchten Medien wie Büchern, CDs, DVDs, Videospielen, sowie ausgewählten Elektronikartikeln. 2023 erwirtschaftete Rebuy 216 Millionen Euro Umsatz und beschäftigt 650 Angestellte.

## Geschichte
2003 hatten die Schüler Marcus Börner und Lawrence Leuschner die Idee, mit gebrauchten Videospielen zu handeln und gründeten 2004 dazu ein Unternehmen. Zunächst wurde die Internetseite trade-a-game.de ins Netz gebracht. Zu dieser Zeit begannen Börner und Leuschner ein BWL-Studium an der FH Wiesbaden. Kurz darauf erweiterte sich das Team um Leuschners  Kommilitonen Daniel Freudenberger, Olivier Mackovic und Tim Fronzek. Ebenfalls 2004 wurde die trade-a-game GmbH mit Sitz in Hofheim am Taunus gegründet.
Ende 2006 zog das Unternehmen nach Berlin. Aus der Wohngemeinschaft der fünf Gründer in Berlin-Kreuzberg wurde eine Wohn-Lager-Büro-WG, von der aus das Unternehmen operierte. Das Jahr 2007 wurde mit einem Umsatz von einer halben Million Euro abgeschlossen. Im Jahr 2008 zog das Unternehmen mit mittlerweile 30 Mitarbeitern in Geschäftsräume nach Berlin-Kreuzberg, eröffnete das erste Logistikzentrum in Nauen in Brandenburg und erzielte einen Umsatz von 2,8 Mio. Euro.
2009 erfolgte ein grundlegender Strategiewechsel mit der Gründung von Rebuy und dem Start der Internetplattform www.rebuy.de. Der Unternehmensschwerpunkt wurde vom Handel mit Neuware auf den Handel mit Gebrauchtwaren umgestellt. In der Folge stieg der Umsatz 2009 auf 4,3 Mio. Euro und 2010 auf 10 Mio. Euro.
2012 wurde in Berlin-Rudow ein neues Logistikzentrum gebaut. In diesem Jahr betrug der Umsatz 40 Mio. Euro. 2012 wohnten immer noch vier der fünf Gründer zusammen in der Berliner Wohngemeinschaft. 2013 waren 390 Mitarbeiter im Unternehmen beschäftigt. 2016 betrug der Umsatz 88,3 Mio. 2017 stieg er auf über 100 Mio. Euro, wodurch erstmals ein positiver Ebitda erwirtschaftet werden konnte. Der Unternehmensgründer Lawrence Leuschner verließ 2017 nach einem einjährigen Sabbatical das Unternehmen, um 2018 Tier Mobility zu gründen. 2018 wurde ein zweites Logistikzentrum in Posen in Polen errichtet.

## Geschäftsmodell
Rebuy kauft gebrauchte Bücher, CDs, DVDs, Hardware und andere Produkte aus dem Medienbereich von seinen Kunden zum Festpreis an. Rebuy legt Verkaufspreise fest, bereitet die gebrauchte Ware auf, repariert diese bei Bedarf, verkauft und versendet die Artikel auf eigene Rechnung an ihre Kunden. Der Ankauf erfolgt unter anderem über die eigene Plattform auf rebuy.de von Privatpersonen sowie über Drittanbieter wie Großhändler. Der Verkauf der gebrauchten Artikel erfolgt über den eigenen Internetauftritt.